# Erin Gruwell
Erin Gruwell (nascuda el 15 d'agost de 1969) és una mestra americana coneguda pel seu mètode únic d'ensenyament, que va conduir a la publicació de The Freedom Writers Diary: How a Teacher and 150 Teens Used Writing to Change Themselves and the World Around Them (1999). La pel·lícula Freedom Writers (2007) i el documental de Public Broadcasting Service Freedom Writers: Stories from the Heart (2019) es basen en la seua història.

## Educació
Erin Gruwell va nàixer a Glendora, Califòrnia, filla de Stephen Douglass Gruwell, un antic explorador de beisbol per als Anaheim Angels, i Sandra Faye Alley. Els seus pares es van divorciar quan era encara una xiqueta. Es va graduar a la Bonita High School de La Verne, Califòrnia, i a la Universitat de Califòrnia, Irvine, on va rebre el premi Lauds and Laurels Distinguished Alumni. Va obtenir el màster i els certificats d'ensenyament a la Universitat Estatal de Califòrnia, Long Beach, on va ser reconeguda com a Antiga Alumna Distingida per la Facultat d'Educació.
Inicialment, Gruwell tenia la intenció d'estudiar dret per a convertir-se en advocada. No obstant això, després de veure les imatges dels disturbis de Los Angeles de 1992 en les notícies, va decidir canviar de professió i convertir-se en mestra perquè creia que educar els estudiants podia marcar una diferència més gran. Va raonar: «Pensava, Déu meu, quan defenses un xiquet al tribunal, la batalla ja està perduda. Crec que la lluita real hauria de passar ací, a l'aula.»

## Carrera
Gruwell va començar a treballar com a mestra en pràctiques en 1994 a la Woodrow Wilson High School de Long Beach, Califòrnia. Se li van assignar estudiants de baix rendiment acadèmic. Un alumne, anomenat Sharaud, havia estat transferit recentment des d'un institut rival on presumptament havia amenaçat un professor amb una pistola. Uns mesos després d'iniciar el curs, un altre estudiant va passar una nota que representava Sharaud (afroamericà) amb uns llavis exageradament grans. Gruwell va explicar als seus estudiants que dibuixos com aquell havien conduït a l'Holocaust. Quan un estudiant li va preguntar què era l'Holocaust, va descobrir que cap d'ells n'havia sentit parlar.
Va dur els estudiants a veure Schindler's List, va comprar llibres nous amb els seus propis diners i va convidar ponents. A més, els va fer llegir llibres com The Diary of a Young Girl, Zlata's Diary i Night. Escriure diaris es va convertir en un refugi per a molts estudiants.

## Després de l'ensenyament
En 1998, després de només quatre anys com a mestra, Gruwell va deixar Wilson High School per a convertir-se en Professora Distinguida en Residència a la Universitat Estatal de Califòrnia, Long Beach. Posteriorment, va fundar la Freedom Writers Foundation, amb l'objectiu d'estendre el mètode Freedom Writers arreu del país.